# Фабио дос Сантос (1977)
Фабио дос Сантос (порт. Fábio dos Santos; вьет. Phan Văn Santos; 30 сентября 1977, Рио-де-Жанейро, Бразилия) — бразильский футбольный вратарь.

## Карьера
С 2001 года выступает во Вьетнаме. В составе клуба «Донгтам Лонган» стал чемпионом сезонов 2005 и 2006. Хорошо исполняет штрафные удары. Стал первым вратарём, забившим гол в матче азиатской Лиги чемпионов. Получил гражданство Вьетнама и в июле 2008 года сыграл за вьетнамскую сборную в товарищеском матче с готовившейся к Олимпиаде сборной Бразилии. В 2010 году перешёл в «Навибанк Сайгон».